# Muhlenbergia tenuifolia
Muhlenbergia tenuifolia là một loài thực vật có hoa trong họ Hòa thảo. Loài này được (Kunth) Kunth mô tả khoa học đầu tiên năm 1829.